# Wspólnota administracyjna Apfelstädtaue
Wspólnota administracyjna Apfelstädtaue (niem. Verwaltungsgemeinschaft Apfelstädtaue) – dawna wspólnota administracyjna w Niemczech, w kraju związkowym Turyngia, w powiecie Gotha. Siedziba wspólnoty znajdowała się w miejscowości Georgenthal.
Wspólnota administracyjna zrzeszała pięć gmin wiejskich (Gemeinde): 
1. Emleben
2. Georgenthal
3. Herrenhof
4. Hohenkirchen
5. Petriroda

31 grudnia 2019 wspólnota została rozwiązana. Gminy Georgenthal, Hohenkirchen, Petriroda wraz z gminą Leinatal utworzyły nową gminę (Landgemeinde) Georgenthal i tym samym stały się jej dzielnicami (Ortsteil). Gmina Georgenthal stała się zarazem "gminą realizującą" (niem. "erfüllende Gemeinde") dla gmin Emleben oraz Herrenhof.